# Acanthemblemaria greenfieldi
Acanthemblemaria greenfieldi es una especie de pez del género Acanthemblemaria, familia Chaenopsidae. Fue descrita científicamente por Smith-Vaniz & Palacio en 1974.
Se distribuye por el Atlántico Occidental: frente a Belice, Honduras y Colombia. También en Jamaica, Yucatán e isla de Providencia. La longitud estándar (SL) es de 3,6 centímetros.
Está clasificada como una especie marina inofensiva para el ser humano.